# Shen Jianping
Shen Jianping (* 1961) ist eine ehemalige chinesische Tischtennisspielerin. 1983 wurde sie Weltmeisterin im Doppel.

## Werdegang
Shen Jianping nahm an den Weltmeisterschaften 1981 und 1983 teil. Das Viertelfinale erreichte sie 1981 im Doppel und 1983 im Mixed. Im Doppel mit Dai Lili wurde sie 1983 Weltmeister.
In der ITTF-Weltrangliste belegte Shen Jianping im Juni 1983 Platz 21.
1985 beendete Shen Jianping ihre Karriere als Leistungssportlerin. Danach arbeitete sie als Trainerin an einer Schule in Shanghai. Heute lebt sie in Shanghai.

## Turnierergebnisse
| Verband | Veranstaltung     | Jahr | Ort      | Land | Einzel       | Doppel        | Mixed         | Team |
| ------- | ----------------- | ---- | -------- | ---- | ------------ | ------------- | ------------- | ---- |
| CHN     | Weltmeisterschaft | 1983 | Tokio    | JPN  | keine Teiln. | Gold          | Viertelfinale |      |
| CHN     | Weltmeisterschaft | 1981 | Novi Sad | YUG  | letzte 32    | Viertelfinale | letzte 32     |      |